# ازوپ
ازوپ یا ایزوپ (به یونانی: Αἴσωπος تلفظ: آیسوپوس) از نویسندگان یونان بود که قصه و افسانه می‌نوشت.
بنا به گفته هرودوت، ازوپ برده‌ای از اهالی سارد بوده‌است. تحت نام ازوپ افسانه‌هایی تعریف و منتشر شده‌اند که منشأ تعداد بی‌شماری از امثال و حکم هستند. ازوپ دارای سیصد و چهار افسانه است. ازوپ یونانی غلامی بود زرخرید که بعدها صاحبش او را آزاد کرد و دلفیها او را به قتل رساندند. ازوپ در سال‌های قرن ششم پیش از میلاد می‌زیسته و با کورش هخامنشی هم‌دوره بوده‌است.
برخی منابع ازوپ را با لقمان حکیم یکی دانسته‌اند.
داستان‌های او به اکثر زبان‌های دنیا ترجمه شده و شاعر توانای ایرانی ناصرخسرو قبادیانی، چندی از افسانه‌های او را به نظم آورده است، مانند:
- روزی ز سر سنگ عقابی به هوا خاست...

مولانا جلال‌الدین رومی نیز برخی از داستان‌های پندآموز «ازوپ» را در مثنوی به صورت شعر درآورده است:
- داستان به شکار رفتن شیر و گرگ و...
- کلاغی که با پر طاووس...

## برخی از حکایت‌های ازوپ

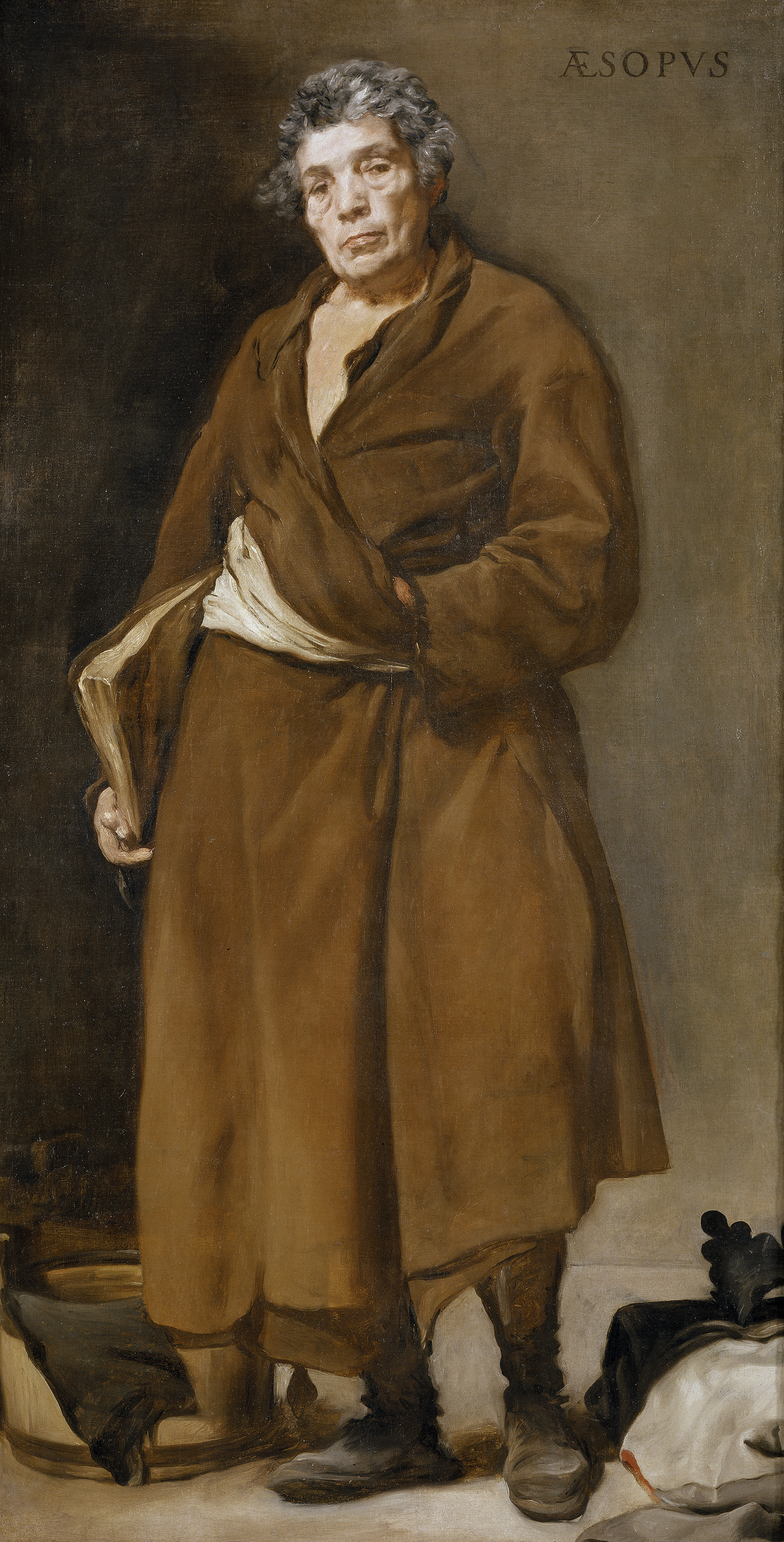
تجسم نقاش اسپانیایی دیگو والزکز از ازوپ

ازوپ، ۱۴۸۵

بسیاری از حکایت‌های ازوپ در متون ادبیات فارسی بازآفرینی شده‌است. حکایت‌های زیر از متن انگلیسی افسانه‌های ازوپ ترجمه شده‌است.

### چوپان دروغگو
ماجرای چوپان جوانی است که برای خوش‌گذرانی گاهی به دروغ فریاد «گرگ! گرگ!» سر می‌دهد. از قضا روزی گرگ به گله‌اش می‌زند و مردم گمان می‌کنند باز هم دروغ می‌گوید و بنابراین کسی به کمک او نمی‌رود.

### منجم
منجمی را عادت چنان بود که هر شامگاه، چون قرص خورشید به چاهسار مغرب فرومی‌شد، به طلب علم از سرای خویش به صحرای بی‌تشویش روان می‌شد و در ظلمت شب، نور معرفت می‌جست. در دامن دشت به تماشای آسمان مشغول می‌شد و در بحر نجوم مستغرق می‌گشت. شبی نیز بنا به عادت مألوف سر به بیابان نهاد و در خلوت، کار خویش از سر گرفت. همچنان که گام برمی‌داشت، چشم بر نیلگونه آسمان دوخته بود و در حریم ملکوت سیر می‌کرد. سودای سقف سیاهش چنان سرمست کرده بود که از آنچه زیر بام بلند و بیکران آسمان دشت می‌گذشت، غافل بود. از قضا عنان از دست بداد و به چاهی ژرف درافتاد، آنچنان که جراحاتی سخت برداشت و فریاد از زمینش بر آسمان رفت. رهگذری صدایش بشنید، او را بشناخت و نزدیک آمد. چون در چاهش دید و در حال تباه او تأمل کرد، گفت: ”چون است که تو را ز اوج افلاک آگهی است و بر پست خاک ندانی که چیست؟“

### روباه و زاغ
زاغی که پاره‌ای گوشت به نوک گرفته بود، بر شاخه درختی نشست. روباهی که از آن حوالی می‌گذشت، زاغ را دید و طمع در طعمه او بست. پس برای تصاحب گوشت، به نیرنگ متوسل شد و نزد زاغ رفت. او را آواز داد و گفت: «زاغ به راستی چه پرنده خوش خط و خال و زیبایی است. خوش‌اندامی و تناسب پر و بالش چنان است که سیمرغ نیز پیش جمال او زشت می‌نماید. کاش صدای او نیز خوش‌آهنگ بود که اگر چنین می‌شد، او را بحق «ملکه‌الطیور» می‌خواندند». زاغ چون این شنید، خواست قارقار کند و صوت خود آشکار سازد که طعمه از دهانش فرو افتاد. روباه که انتظار همین لحظه را می‌کشید، جستی زد و لخت گوشت به چنگال گرفت. آنگاه رو به زاغ کرد و چنین گفت: «آه! زاغک ساده و بینوای من! عیب در صدای تو نیست. اشکال در شعور توست که تجلیل از تزویر باز نمی‌شناسد.»

### مرد زارع و فرزندانش
مردی زارع را مدت عمر به آخر رسید، چون دریافت که شمع حیاتش در آستانه خاموشی است و امید زندگانی قطع کرد، نگران شد که مبادا فرزندانش قدر نعمت مزرعه او ندانند و امانت پدر پاس ندارند و در کشت و کار اهمال نمایند و غفلت ورزند. تدبیری اندیشید تا از امانتداری فرزندان آسوده‌خاطر گردد و اطمینان یابد که آنان حرمت میراث پدر را همچون خود او نگاه می‌دارند. پس پسران را بر بالین خویش خواند و در کنار گرفت و گفت: «فرزندان من بدانید که در این کشتزار گنجی بس عظیم نهفته است. پس بر شماست که در یافتن آن بکوشید.» پدر چشم از دنیا فروبست و پسران به امید یافتن گنج، همت برگماشتند و محنت بر خود هموار کردند، جای جای کشتگاه را برکندند و زیر و زبر کردند و رنج بسیار بردند و زمین را چنان کاشتند و داشتند که محصول فراوان از آن برداشتند. آری پسران گنج نیافتند اما آنچه رنجشان به بار آورد، بسی گواراتر از گنج بود.

### روباه و انگور
روبهی که آتش جوعش جان به لب رسانده بود و پرده صبرش از هم گسلانده، خسته و درمانده به تاکی رسید که انگورهای سیاه و رسیده از شاخه‌های آن آویخته بود و بیتابی بر دل روباه ریخته. خواست تا خوشه‌ای چیند و به تناول بنشیند. به هر حیلتی دست یازید، کارگر نیفتاد. درخت به غایت بلند بود و روبه به نهایت کوتاه. عاقبت مستأصل گشت. پس راه پیش گرفت و در آن حال استیصال، تسکین خاطر مسکین خود را می‌گفت: «انگورها، چنانکه گمان می‌بردم، شیرین نبودند.»

### چند فرزند؟
روزی اهل جنگل را نزاع در میان افتاده بود و هر یک از آنان بر سر عقیده خود ایستاده که کدام حیوان را قدر و منزلت چنان شاید که به یک بار حمل بیش از دیگر حیوانات فرزند زاید. چون نزد خود پاسخ نیافتند، به تعجیل نزد ماده‌شیر شتافتند تا مگر آنان را در این منازعه یاری رساند و از سردرگمی رهاند. چون به نزد ماده‌شیر رسیدند، از او پرسیدند «تو را به هر بار زایش، چند فرزند خواهد بود؟» ماده‌شیر چون این شنید، بخندید و گفت «با من از تعداد سخن مگویید و در شمار، بر یکدیگر برتری مجویید. مرا به وقت ولادت یک فرزند بیش نباشد، لیک فرزندم شیری است نژاده که هر غرشش بذر هراس در دل‌ها بپاشد. خردمند نظر به اصالت و صلابت دارد و تعداد نشمارد که پرتوانی به نزد خردمندان بهتر که فراوانی».